# Jan Śliwka (siatkarz)
Jan Śliwka (ur. 20 maja 1933, zm. 18 marca 1998) – polski siatkarz, reprezentant Polski, medalista mistrzostw Polski, trener żeńskiej i męskiej drużyny Gwardii Wrocław.

## Kariera sportowa
Był zawodnikiem Gwardii Wrocław, z którą zdobył wicemistrzostwo Polski w 1954, 1955 i 1964, brązowy medal mistrzostw Polski w 1953, 1956 i 1965. Przez niemal całą karierę był związany z wrocławskim klubem, jedynie w latach 1958–1959 występował jako grający trener w II-ligowej Unii Gorzów Wlkp., a w sezonie 1965/1966 był kontuzjowany. Po zakończeniu kariery zawodniczej w 1967, pracował w Gwardii jako trener, m.in. prowadził męską drużynę seniorów pod koniec lat 60. i w I połowie lat 70. (jego drużyna zajęła 4 m. w 1968, 5 m. w 1969, 7 m. w 1970 (spadając z ligi), w 1975 wywalczył awans do I ligi, w 1976 – 5 m. w I lidze)
W latach 1954–1965 wystąpił 11 razy w I reprezentacji Polski.
Siatkarzami byli także jego brat Józef Śliwka, siostra Stanisława i szwagier Zenon Kurpios.
Jest pochowany na Cmentarzu Grabiszyńskim we Wrocławiu.